# Vladimír Rejlek
Vladimír Rejlek (* 2. července 1953 v Táboře) je český trumpetista.

## Životopis
Studoval na Konzervatoři v Praze (1968–1974) u prof. Václava Junka, poté pokračoval na Hudební fakultě Akademie múzických umění Praha u téhož profesora. Akademii absolvoval celovečerním recitálem a sólovým koncertem se Symfonickým orchestrem FOK v roce 1978 a v roce 1989 si na HAMU doplnil i postgraduální studium. Byl trumpetistou České filharmonie, Symfonického orchestru Českého rozhlasu, Pražského komorního orchestru a Orchestru opery Národního divadla. Nyní vyučuje na pražské Akademii múzických umění, kde byl v roce 1994 jmenován docentem. Je specialistou na provedení technicky obtížných clarinových (trubkových) partů ve skladbách J. S. Bacha a dalších barokních autorů.

## Práce pro rozhlas
- 2001 František Pavlíček: Svatojánské vřesy, původní rozhlasová hra o složitosti a křehkosti lidských vztahů. Hudba Vladimír Rejlek, dramaturgie Jana Weberová, režie Ludmila Engelová. Hrají: Josef Somr, Daniela Kolářová, Lenka Krobotová, Vladimír Brabec, Ladislav Mrkvička, Johanna Tesařová, Václav Vydra, Jaromír Meduna a Radovan Lukavský.[1]

## Ocenění
- 1974 Laureát mezinárodní soutěže v Toulonu
- 1976 a 1978 První ceny na interpretační soutěži Ministerstva kultury
- 1978 První cena soutěži Pražského jara
- 1979 Třetí cena na mezinárodní soutěži Maurice Andrého s Českým žesťovým kvartetem